# 福州中卫
福州中卫是明代至清初的一处卫所。
洪武二十一年（1388年）置，治所在今福州市东北，属福建都指挥使司管辖。清朝康熙五年（1666年）被废止。